# Don Chaney
Donald Ray Chaney (Baton Rouge, 22 de março de 1946) é um ex-jogador de basquete norte-americano e atual treinador, mais conhecido por suas atuações pelo Boston Celtics, onde foi o único  membro da equipe a jogar junto com Bill Russell e Larry Bird.

## Carreira

### Como jogador
- Boston Celtics (1968 - 1975, 1978-1980)
- Los Angeles Lakers (1976-1977)

### Como treinador
- Los Angeles Clippers, (1984-85 até 1986-87)
- Houston Rockets, (1988-89 até 1991-92)
- Detroit Pistons, (1993-94 até 1994-95)
- New York Knicks, (2001-02 até 2003-04)

## Prêmios
- Duas vezes campeão da NBA: 1968 e 1974
- Cinco vezes selecionado para o melhor quinteto defensivo da temporada: 1972, 73, 74, 75 e 77
- Técnico do Ano da NBA: 1991
- Louisiana Sports Hall of Fame: 1991
- Medalha de ouro com a seleção dos Estados Unidos no Mundial de Toronto de 1994 (como auxiliar técnico)